# Петров, Василий Юрьевич
Васи́лий Ю́рьевич Петро́в (род. 16 августа 1946, Молотов, РСФСР, СССР) — российский учёный, доктор технических наук, президент Пермского национального исследовательского политехнического университета. Член-корреспондент Российской экологической академии и член совета департамента по образованию и науке администрации Пермского края. Почётный гражданин Перми (2013). Кандидат в мастер спорта по баскетболу.

## Биография
В 1970 году окончил машиностроительный факультет Пермского государственного политехнического института.
C 1972 года работает в ПермГТУ, первоначально в должности ассистента кафедры «Технология машин».
В 1979 году В. Ю. Петров защитил кандидатскую диссертацию, охватывающую исследовательские проблемы производственных технологий продукции специального назначения, выполненной на основе композиционных материалов в Ленинградском военно-механическом институте. Занимался прикладными экологическими проблемами технологических процессов и производств. В 1985 году стал деканом факультета.
В период с 1992 по 2000 год В. Ю. Петров занимал должность проректора по учебной работе Пермского государственного технического университета. В 2000 году был избран ректором ПГТУ.
В 2000 году В. Ю. Петров защитил докторскую диссертацию, а в 2002 году ему была присуждена степень доктора технических наук.

## Санкции
6 марта 2022 года после вторжения России на Украину подписал письмо в поддержу российской агрессии. С 9 июня 2022 года находится под персональными санкциями Украины за поддержку войны. Также был внесён ФБК в список коррупционеров и разжигателей войны за поддержку нападения на Украину, 16 марта 2022 года форумом свободной России внесён в «Список Путина» и доклад «поджигателей войны» с предложением введения против него международных санкций.